# Superheterodyn
Superheterodynní přijímač (anglicky superheterodyne receiver), zkráceně superhet, je nejobvyklejší zapojení radiových i televizních přijímačů, takže se toto označení už ani neuvádí. Přijímaný signál se v superhetu směšuje s proměnnou frekvencí místního oscilátoru a teprve výsledná rozdílová frekvence (mezifrekvence) se zesiluje a demoduluje. Superhet byl vynalezen Edwinem Armstrongem v roce 1918.

## Porovnání s jinými typy přijímačů
- Přijímače s přímým zesílením: nejstarší a nejjednodušší přijímače se skládaly z jednoho či výjimečně dvou laděných zesilovacích stupňů, následně je signál přiveden na detektor, který obnoví původní Nf signál. Při jednom laděném stupni mají nízkou selektivitu i citlivost a ladit více zesilovacích stupňů současně je obtížné. Také šířka pásma se v závislosti na naladěné frekvenci mění. Používá se další regulační prvek, kterým se ovlivňuje šířka pásma. Tyto přístroje nemají AVC (automatické vyrovnávání citlivosti), citlivost se nastavuje ručně. Tento druh přijímačů má běžně tři ovládací prvky, kterými jsou nastavení přijímané frekvence, nastavení šířky pásma a nastavení citlivosti. Hodí se jen pro příjem silné místní stanice.
- Reaktivní a superreaktivní přijímače s kladnou zpětnou vazbou sice měly výrazně vyšší citlivost, ale jejich selektivita a zejména stabilita zůstaly stále na nízké úrovni.

## Princip činnosti

Blokové schéma superhetu

Princip selektivity superhetu. Červená znamená, že frekvence prochází, žlutá, že je potlačena. Přijímač je naladěn na frekvenci 100 MHz a jeho anténa zachycuje řadu vysílačů (A). Vstupní laděný obvod potlačí vzdálené frekvence, ale kromě zvolené frekvence propustí např. i vysílač na 110,7 MHz (B). Na této frekvenci pracuje také místní laděný oscilátor, takže ve směšovači (C) vzniknou rozdílové frekvence 10,7 a 0 MHz. Mezifrekvenční filtr (D) propustí jen tu první, ale propustil by i zrcadlovou frekvenci 121,4 (100 + 2x10,7) MHz, kterou musí odfiltrovat vstupní obvod. Ten odfiltruje i vzdálenější frekvence (např. 50 a 171,4 MHz), které ve směšovači vytvoří rozdílovou frekvenci 60,7 MHz.

Princip činnosti spočívá ve změně přijímaného signálu o proměnné frekvenci na tzv. mezifrekvenční signál pevně dané frekvence, který je možné snadněji zesílit v úzkopásmových obvodech s přesně definovanými vlastnostmi (tzv. mezifrekvenční zesilovač) a dále demodulovat.

### Vstupní obvody
Vstupní obvody zajišťují odfiltrování nežádoucích frekvencí, tj. sousedních vysílačů i tzv. zrcadlové frekvence (viz níže), případně i předzesílení vstupního signálu z antény tak, aby jeho úroveň byla srovnatelná s úrovní signálu místního oscilátoru. To je ovšem teorie, prakticky se ve vstupních obvodech předzesilovač nepoužívá, neboť by zhoršoval odolnost proti tzv. křížové modulaci (zjednodušeně řečeno odolnost proti rušení od silných vysílačů vlivem nelinearity některého stupně). Laděný předzesilovací stupeň zlepšuje poměr signál / šum, který omezuje dosažitelnou citlivost přijímače. U většiny přijímačů je vstupní obvod tvořen jen laděným obvodem, někdy dvojitým. Přesto je selektivita vstupních obvodů malá. U náročnějších přijímačů se krom toho často používají nepřeladitelné pásmové propusti, které účinně potlačují vstupní signály mimo požadované pásmo (například mezifrekvenci).

### Místní oscilátor
Místní oscilátor je zásadně důležitá součást superhetu, protože ladění přijímače se děje změnou jeho frekvence tak, aby se za směšovačem už zpracovávala jen jedna pevná nosná frekvence čili mezifrekvence. Proto také na stabilitě oscilátoru závisí stabilita celého superhetu. Frekvence oscilátoru se zpravidla volí tak, aby byla o mezifrekvenci vyšší než přijímaná frekvence. Musí to být také frekvence, na níž nevysílají žádné silné stanice, proto se volí mimo obvyklá vysílací pásma (typicky 10,7 MHz, u starších přijímačů 455 kHz).
Ve starších superhetech se jako ladicí prvek místního oscilátoru používal otočný kondenzátor, u některých konstrukcí proměnná indukčnost (zvláště u autorádií). V moderních přístrojích se většinou používají napěťově řízené oscilátory (VCO), jehož ladicím prvkem je varikap, nebo je místní oscilátor realizován frekvenční syntézou, a je tedy řízen krystalovým rezonátorem. Tím je dosaženo velké časové i teplotní stability.
Místní oscilátor starších superhetů býval doplněn o obvody automatického dolaďování AFC (Automatic Frequency Control).

### Směšovač
Směšovač je obvod, ve kterém smísením přijímaného signálu a signálu místního oscilátoru vzniká součtová a rozdílová frekvence. Laděním místního oscilátoru lze dosáhnout toho, že každý přijímaný signál bude převeden na vždy stejný nosný kmitočet, tzv. mezifrekvenci, která se snadněji zesiluje a odlišuje od sousedních. Amplitudy obou směšovaných signálů by měly být srovnatelné, což se ale nedá vždy dosáhnout.
Směšovač produkuje z přijímané frekvence {\displaystyle f_{pri}\!} a frekvence oscilátoru {\displaystyle f_{osc}\!} součtovou a rozdílovou frekvenci:

{\displaystyle f_{+}=f_{pri}+f_{osc}\!}

{\displaystyle f_{-}=f_{pri}-f_{osc}\!} nebo {\displaystyle f_{-}=f_{osc}-f_{pri}\!}

Přijímač má zpracovávat jen jednu z nich (součtovou nebo častěji rozdílovou) jako "mezifrekvenci", druhou je třeba odfiltrovat. Jenže stejná výsledná frekvence vznikne jako rozdíl frekvence místního oscilátoru s frekvencí přijímané stanice a rozdíl frekvence místního oscilátoru se stanicí, která vysílá na frekvenci o dvojnásobek mezifrekvence nižší. Tento nežádoucí signál, jehož kmitočet se "zrcadlově" liší od okamžité frekvence místního oscilátoru, se nazývá zrcadlový signál f zrc.

{\displaystyle f_{osc}-f_{pri}=f_{zrc}-f_{osc}=mf\!}

Pokud má přijímač s mezifrekvencí 455 kHz přijímat signál vysílače na frekvenci 1000 kHz, musí místní oscilátor produkovat kmitočet 1455 kHz a zrcadlová frekvence bude 1910 kHz.
Na odstranění zrcadlové frekvence se podílejí vstupní laděné obvody, a to tím účinněji, čím větší je jejich rozdíl, čili čím vyšší je mezifrekvence. Naopak selektivita přijímače je tím vyšší, čím je mezifrekvence nižší. Proto se v kvalitních komunikačních přijímačích používalo dvojí směšování, s mezifrekvencemi např. 10,7 MHz pro lepší potlačení zrcadlových frekvencí a kolem 450 kHz kvůli selektivitě.
Používá se různých zapojení směšovačů. U starších elektronkových přijímačů byl místní oscilátor spolu se směšovačem často realizován jedinou vícemřížkovou elektronkou - pentagridem (heptodou) nebo oktodou.

### Mezifrekvenční filtr
Pro získání vysoké selektivity přijímače je třeba použít kvalitní úzkopásmový filtr s vysokým činitelem jakosti Q a definovanou šířkou pásma. Takový filtr se pro frekvenční oblasti používané v radiotechnice prakticky dá vyrobit poměrně složitě jako laděný transformátor z kondenzátorů a cívek (LC obvody), nebo výhodněji z křemenných nebo keramických filtrů, které požadovaných vlastností snadno dosahují, jsou levné, malé a stabilní.
Mezifrekvenční filtr se dnes zpravidla realizuje keramickým filtrem, což je typ filtru s povrchovou akustickou vlnou (SAW Surface Acoustic Wave). Technologie výroby SAW filtrů umožňuje přesně namodelovat šířku pásma a řád (tedy strmost) filtru podle potřeb dané mezifrekvence, takže selektivita přijímače odpovídá šířce pásma vysílaného signálu.

### Mezifrekvenční zesilovač
Mezifrekvenční zesilovač je místem, kde se v superhetu dosahuje největšího stupně zesílení signálu a má tedy podstatný vliv na výslednou citlivost přijímače. Je to umožněno jednak tím, že MF zesilovač může pracovat na výrazně nižší frekvenci než je přijímaná frekvence, ale také tím, že zesiluje pouze určité pevně dané frekvence a potřebnou šířku pásma omezenou kvalitním mezifrekvenčním filtrem a není tak rušen žádnými nežádoucími okolními signály, které by mohly způsobovat zkreslení užitečného signálu.

### Demodulátor
Použitý demodulátor musí odpovídat typu modulace, která je použita ve vysílaném signálu. V moderních přijímačích se čím dál častěji setkáváme s A/D převodem mezifrekvenčního signálu a demodulací realizovanou softwarově v digitálním signálním procesoru.